# Olaf Jordan
Olaf Jordan, född 10 mars 1902 i Birkigt bei Tetschen, Österrike-Ungern, död 20 september 1968 i Linköpings Sankt Lars församling, Östergötlands län,, var en svensk målare och tecknare.

## Biografi
Olof Jordan, som föddes i Böhmen, var son till läkaren Paul Jordan och Emilie Voullaire från Zeist i Holland; på mödernet härstammade han från den tysk-schweiziska konstnärssläkten Merian. Han gifte sig 1931 med Helfrid Carlsson och erhöll svenskt medborgarskap 1954.
Jordan idkade under åren 1920-1925 studier vid Hochschule für bildende Künste i Dresden och företog därefter studieresor till bland annat Wien, Paris, södra Frankrike, Korsika, Spanien och Ungern.
Mellan resorna och uppehållen i Böhmen och Holland utförde han en rad porträtt och hade separata utställningar i Utrecht, Haarlem och Rotterdam. Åren 1935–1939 var Jordan sysselsatt med ett omfattande arbete avsett att skildra jugoslaviska folktyper. Under denna tid gjorde han även på officiellt uppdrag porträtt av kung Peter II av Jugoslavien och patriarken Gavrilo. Efter en separatutställning i Berlin 1939 hade Jordan under andra världskriget uppdrag som krigsmålare, framför allt som porträttör. Hans produktion intill krigets slut har så gott som helt gått förlorad. Jordan flyttade 1947 till Sverige och bosatte sig i Linköping och verkade framför allt som porträttmålare. Han utförde porträtt av biskoparna Bo Giertz och Algot Anderberg. Jordans arbeten i teckning, akvarell, tempera och olja utmärker sig för ett minutiöst och detaljtroget återgivande av förebilden.